# شهرستان سوسونگ
شهرستان سوسونگ (به لاتین: Susong County) یک شهرستان‌های جمهوری خلق چین در چین است که در انگینگ واقع شده‌است.